# Corriente 1.ª Sección
Corriente 1.ª Sección es una localidad del municipio de Nacajuca ubicado en la subregión centro del estado mexicano de Tabasco.

## Geografía
La localidad de Corriente 1.ª Sección se sitúa en las coordenadas geográficas 18°09′16″N 92°59′05″O / 18.154444, -92.984722, a una elevación de 12 metros sobre el nivel del mar.

## Demografía
Según el Conteo de Población y Vivienda 2020, efectuado por el Instituto Nacional de Estadística y Geografía, la localidad de Corriente 1.ª Sección tiene 1,315 habitantes, de los cuales 622 son del sexo masculino y 693 del sexo femenino. Su tasa de fecundidad es de 2.11 hijos por mujer y tiene 377 viviendas particulares habitadas.
| Gráfica de evolución demográfica de Corriente 1.ª Sección entre 1900 y 2020 |
|                                                                             |
| INEGI.                                                                      |